# Montinia
Montinia es un género con cuatro especies de fanerógamas perteneciente a la familia Montiniaceae. 

## Especies
- Montinia acris
- Montinia caryophyllacea
- Montinia frutescens
- Montinia fruticosa

- Datos: Q17401828
- Multimedia: Montinia / Q17401828
- Especies: Montinia